# Équipe de Suisse de hockey sur glace au Championnat du monde junior 2012
 (janvier 2025).
L'équipe de Suisse junior de hockey sur glace termine à la 8e place de Championnat du monde junior de hockey sur glace 2012.

## Contexte
Le championnat du monde junior des moins de 20 ans 2012 est disputé entre le 26 décembre 2011 et le 5 janvier 2012 à Calgary et à Edmonton au Canada.

## Alignement

### Joueurs
| Numéro | Nom                | Position  | Date de naissance | Équipe                   | PJ | B | A | Pts | PUN |
| ------ | ------------------ | --------- | ----------------- | ------------------------ | -- | - | - | --- | --- |
| 2      | Cédric Hächler     | Défenseur | 1er juillet 1993  | Malmö Redhawks           | 7  | 0 | 0 | 0   | 6   |
| 4      | Phil Baltisberger  | Défenseur | 13 novembre 1995  | GCK Lions                | 7  | 0 | 0 | 0   | 0   |
| 5      | Mike Vermeille     | Défenseur | 5 avril 1992      | Genève-Servette          | 7  | 0 | 5 | 5   | 2   |
| 7      | Dave Sutter        | Défenseur | 21 février 1992   | Thunderbirds de Seattle  | 2  | 0 | 0 | 0   | 0   |
| 8      | Christian Marti    | Défenseur | 29 mars 1993      | Kloten Flyers            | 7  | 0 | 2 | 2   | 8   |
| 10     | Alessio Bertaggia  | Attaquant | 30 juillet 1993   | Wheat Kings de Brandon   | 7  | 0 | 2 | 2   | 4   |
| 11     | Gaëtan Haas        | Attaquant | 31 janvier 1992   | HC Bienne                | 7  | 0 | 2 | 2   | 4   |
| 12     | Lino Martschini    | Attaquant | 21 janvier 1993   | Petes de Peterborough    | 7  | 1 | 2 | 3   | 8   |
| 13     | Grégory Hofmann    | Attaquant | 13 novembre 1992  | HC Ambrì-Piotta          | 7  | 2 | 2 | 4   | 33  |
| 14     | Dean Kukan         | Défenseur | 8 juillet 1993    | Luleå HF                 | 7  | 1 | 1 | 2   | 4   |
| 15     | Sven Bärtschi      | Attaquant | 5 octobre 1992    | Winter Hawks de Portland | 7  | 1 | 0 | 1   | 2   |
| 17     | Dario Trutmann     | Défenseur | 17 septembre 1992 | Whalers de Plymouth      | 7  | 1 | 1 | 2   | 6   |
| 19     | Reto Amstutz       | Attaquant | 24 février 1993   | CP Berne                 | 7  | 1 | 1 | 2   | 6   |
| 22     | Sven Andrighetto   | Attaquant | 21 mars 1993      | Huskies de Rouyn-Noranda | 7  | 3 | 1 | 4   | 4   |
| 23     | Cédric Schneuwly   | Attaquant | 19 mai 1992       | EV Zoug                  | 7  | 6 | 4 | 10  | 10  |
| 24     | Samuel Walser      | Attaquant | 5 juin 1992       | Kloten Flyers            | 7  | 2 | 1 | 3   | 0   |
| 25     | Dario Simion       | Attaquant | 22 mai 1994       | HC Lugano                | 7  | 0 | 2 | 2   | 0   |
| 26     | Joël Vermin        | Attaquant | 5 février 1992    | CP Berne                 | 3  | 1 | 2 | 3   | 0   |
| 28     | Christoph Bertschy | Attaquant | 5 avril 1994      | CP Berne                 | 7  | 0 | 0 | 0   | 2   |
| 29     | Tanner Richard     | Attaquant | 6 avril 1993      | Storm de Guelph          | 7  | 0 | 0 | 0   | 2   |

| Numéro | Nom              | Date de naissance | Équipe        | PJ | V | D | MIN | BC | MOY  | BL | A | Pts | PUN |
| ------ | ---------------- | ----------------- | ------------- | -- | - | - | --- | -- | ---- | -- | - | --- | --- |
| 1      | Tim Wolf         | 5 janvier 1992    | GCK Lions     | 7  | 3 | 4 | 428 | 34 | 4,76 | 0  | 0 | 0   | 2   |
| 20     | Lukas Meili      | 19 janvier 1992   | GCK Lions     | 1  | 0 | 0 | 1   | 0  | 0,00 | 0  | 0 | 0   | 0   |
| 30     | Luca Boltshauser | 17 juillet 1993   | Färjestad U20 | 1  | 0 | 0 | 1   | 0  | 0,00 | 0  | 0 | 0   | 0   |

| Poste                | Nom           | Date de naissance | Nationalité |
| -------------------- | ------------- | ----------------- | ----------- |
| Entraîneur-chef      | Manuele Celio | 9 juin 1966       | Suisse      |
| Assistant entraîneur | Alex Reinhard | 23 mars 1974      | Suisse      |
| Assistant entraîneur | Sergio Soguel | 21 novembre 1963  | Suisse      |

#### Résultats
- Classement final au terme du tournoi : 8e place